# Grossogidiella mauryi
Grossogidiella mauryi is een vlokreeftensoort uit de familie van de Bogidiellidae. De wetenschappelijke naam van de soort is voor het eerst geldig gepubliceerd in 1993 door Grosso & Fernández.